# ヤマザキ春のパンまつり

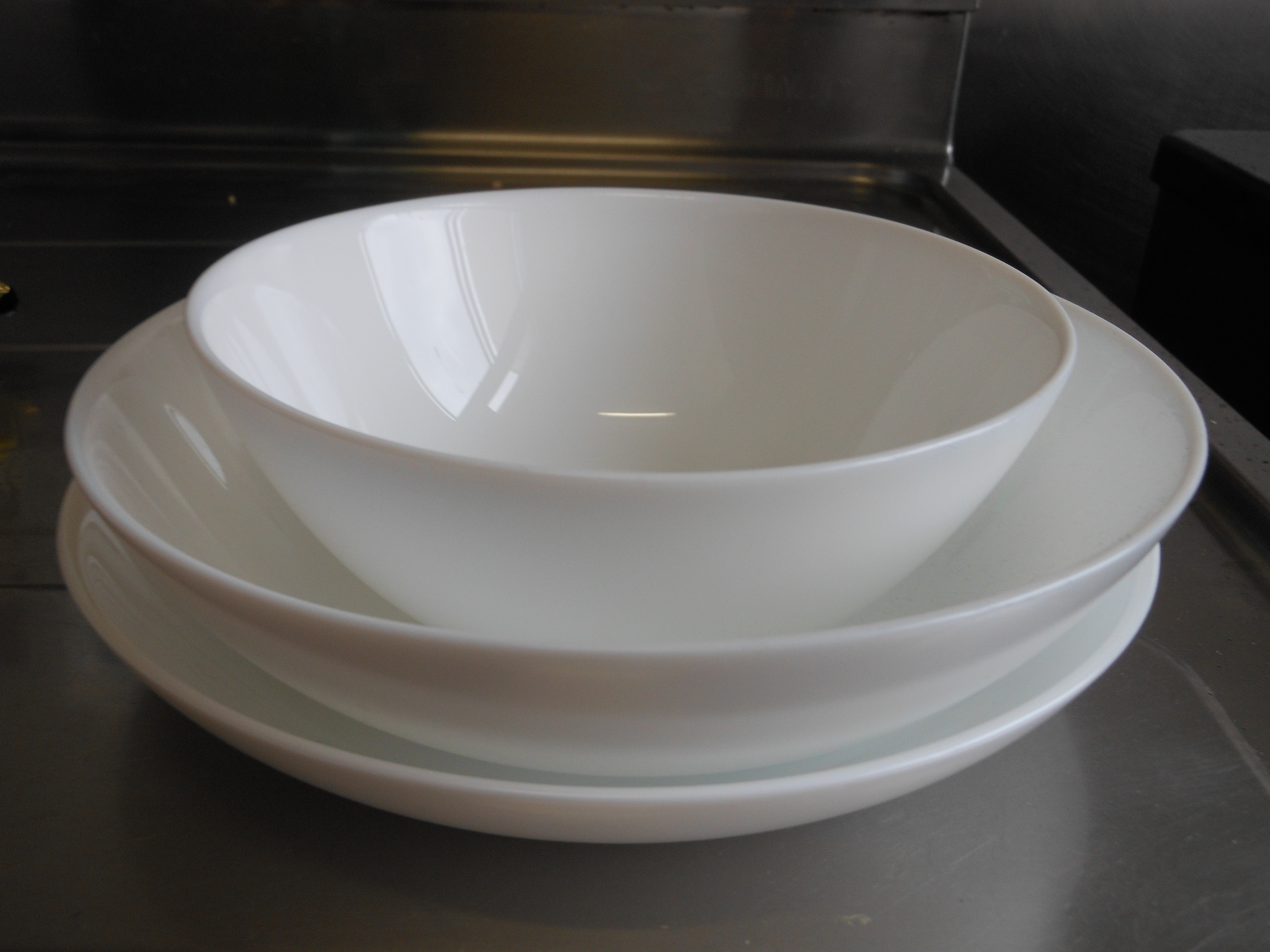
ヤマザキ春のパンまつりの景品である、「白いお皿」。

ヤマザキ春のパンまつり（ヤマザキはるのパンまつり）は、山崎製パン（ヤマザキ）が毎年春期に開催する販売促進キャンペーン。1981年（昭和56年）に開始して以来、フランスのアルク社（旧・デュラン社）製の「白いお皿」を景品として購入者に贈っている。2019年（平成31年・令和元年）までに5億枚の皿が配布されている。

## 概要

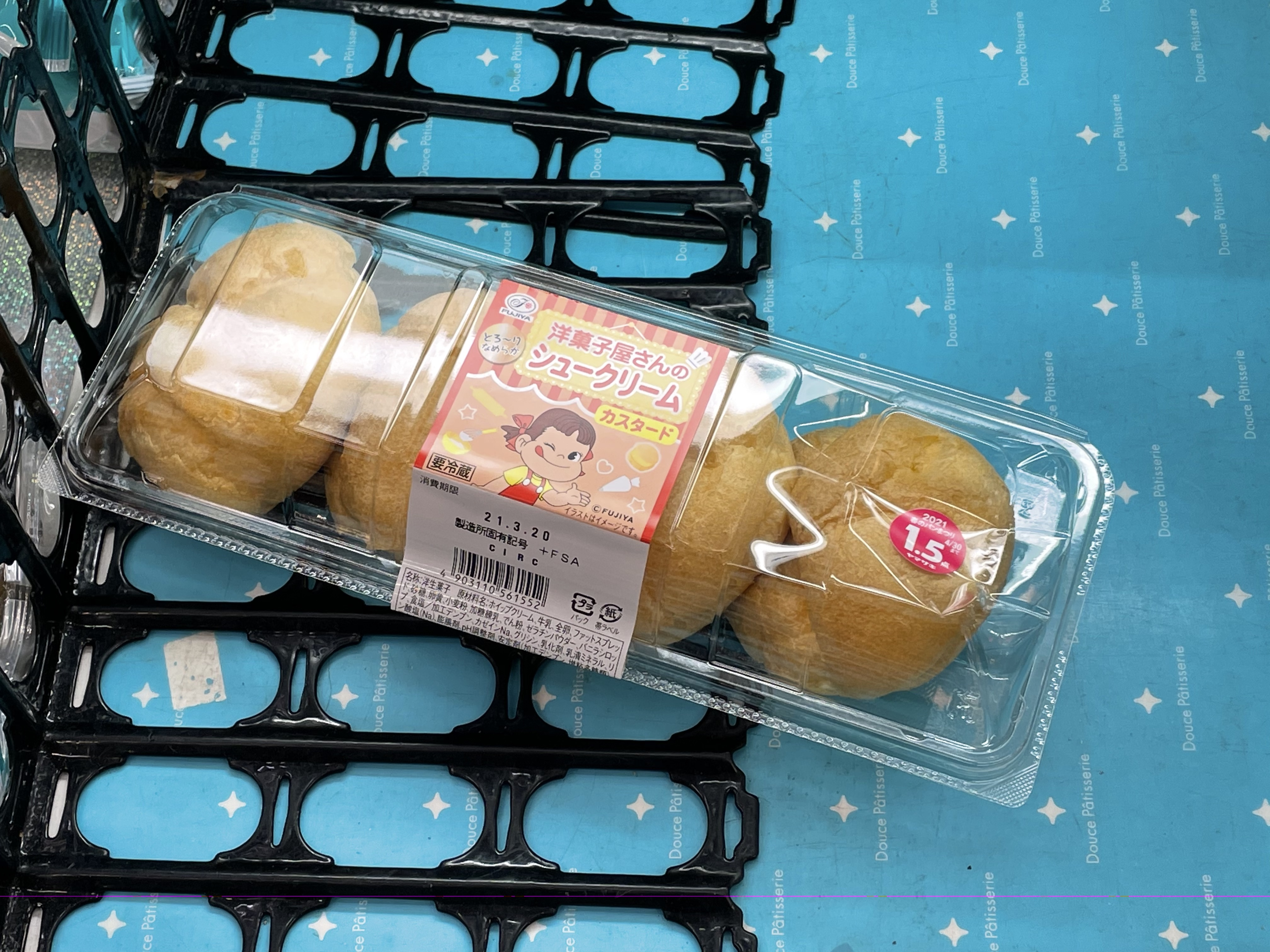
対象となる不二家の商品

例年2月から4月にかけて開催され、ヤマザキが指定する対象商品に貼付された点数シールを規定点数だけ集めると、集めた人全員に景品の「白いお皿」が配布されるというイベントである。なお、北海道地区では季節感を考慮し、他の都府県より開催時期を1か月ずらしている。ヤマザキの商品を取り扱う店舗へシール台紙を持参すると、その場で皿と交換できる。規定点数は年によって相違があり、2011年（平成23年）は24点、2023年（令和5年）は30点であった。点数が変わるのは、為替レート・原材料費・輸送費などの影響を受け、「白いお皿」の原価が毎年変わるためである。また、景品表示法の規定により、取引価格に応じた景品の限度額が定められているため、「白いお皿」の原価が上がると、交換に必要な点数も上がる。
2019年（平成31年・令和元年）までに配布された皿の総数は5億枚にのぼり、ヤマザキは毎年1400万枚ほど交換用に発注している。2014年（平成26年）には1440万枚が配布された。毎年の「白いお皿」の配布枚数が多いことから、2016年（平成28年）には「受注するフランスの町が好景気に沸く」という噂がインターネット上で盛り上がり、withnewsがヤマザキに取材したところ、現地のコメントとして、「町全体が好景気に沸くとは言い難いが、雇用創出による地域貢献の側面はある」という回答を得た。
「パンまつり」というキャンペーン名ではあるが、山崎製パン取扱店にて販売されている洋菓子や和菓子、同社が運営しているコンビニエンスストアチェーン店のデイリーヤマザキ・ニューヤマザキデイリーストア・ヤマザキショップ・ヤマザキスペシャルパートナーショップにて販売されている「ヤマザキベストセレクション」名義のプライベートブランド商品（おにぎり・お惣菜・弁当など）も、2015年から応募用点数シールの添付対象となっている。また、子会社となった不二家の一部商品にも点数シールが貼付されている。

## 歴史
1981年（昭和56年）に「春の食パンまつり」として開始した。当時からデュラン社製の「白いお皿」を贈っていた。ヤマザキにとって、春はパンの売り上げが伸びる時期であり、売り上げが伸びる時期に合わせてパンまつりを開催し始めたとされ、第1回が消費者に支持されたため、毎年のキャンペーンとなった。ただし、今となってはパンまつりの効果で春に売り上げが伸びるのか、春なので売り上げが伸びるのかは不明である。なお、日経産業新聞の1983年（昭和58年）2月17日付の記事では、「パンの需要低迷、とりわけ昨秋から食パンの不振が目立っている」という記述があり、1985年（昭和60年）6月7日付の日本経済新聞でも「需要全体の六割近くを占める食パン販売は昨年六月以降前年同月実績を下回り続け今年になってからは同10%近く減っている。」と報じている。
1982年（昭和57年）は「フランスの香り白いお皿プレゼント」の名称でキャンペーンを開催。このように「パンまつり」の表記がされていなかった年もある。
1983年（昭和58年）には山崎製パン創業35周年を記念して「謝恩パンまつりダブルチャンスプレゼントセール」として開催、白いスープ皿をプレゼントすると共に皿贈呈者の中から抽選で更に景品が当たるキャンペーンも実施した。同年からは秋にも販売促進イベントを開始したが、秋のイベントは抽選で景品が当たるというもので、その規模は春に比べて小さいものである。
1985年（昭和60年）は食パン販売が不振を極める中で高級ディナー皿を景品とし、同業の敷島製パンも「マイハート・Tシャツプレゼント」を5月から実施した。
1997年（平成9年）は山崎製パンが翌年（1998年）に長野県にて開催する冬季オリンピックのオフィシャルサプライヤーとなったことから、長野オリンピックの公式マスコットであるスノーレッツのキャラクター柄が入った皿を配布した。柄の入った皿を配布したのは2025年時点でこの年が唯一である。
1999年（平成11年）4月3日付の日経流通新聞の記事では、ヤマザキ春のパンまつりを「恒例の」と表現しており、この頃までには一般に定着したことが窺える。この年には、抽選で東京ディズニーランドのペアチケットが5000組に当たるダブルチャンスキャンペーンも実施した。
2011年（平成23年）は東日本大震災を受け一時休止し、「白いお皿プレゼントキャンペーン」と改題して実施された。
2013年（平成25年）2月1日にはヤマザキの公式レシピ本『毎日がパンまつり』が主婦の友社から出版され、付録としてヤマザキ春のパンまつりで使える3点分の点数シールが付いた台紙が封入された。
2021年（令和3年）はTwitterで「春のパンまつり」にまつわるエピソードを投稿するとQUOカードPay1,000円分が当たるキャンペーンが同時開催された。

## 白いお皿
ヤマザキ春のパンまつりの景品である「白いお皿」は1981年（昭和56年）の開始当初から継続している。皿の製造業者はパンまつりの開始当初から変わっていない。清潔感があり、食パンを食べる場で使いやすいというのが理由である。皿のデザインは、いくつかの候補を用意し、時代のトレンドやモニターの意見、サイズや使いやすさを踏まえ、皿の製作を手掛けるアルク社とヤマザキが協議して決定している。
皿は陶器ではなく、強化ガラスでできており、軽度の衝撃で割れることがなく、電子レンジで使用することも可能である。
| 年   | 回 | 白いお皿                 |
| ---- | -- | ------------------------ |
| 1981 | 01 | 白いお皿                 |
| 1982 | 02 | 白いお皿                 |
| 1983 | 03 | 白いスープ皿             |
| 1984 | 04 | 白いサラダボウル         |
| 1985 | 05 | 白いディナー皿           |
| 1986 | 06 | 白いモーニング皿         |
| 1987 | 07 | 白いグルメ皿             |
| 1988 | 08 | 白いモーニング皿         |
| 1989 | 09 | ワンディッシュ皿         |
| 1990 | 10 | 白いデリッシュ皿         |
| 1991 | 11 | 白いデリッシュボール     |
| 1992 | 12 | 白いフレンチボール       |
| 1993 | 13 | 白いフローラルディッシュ |
| 1994 | 14 | 白いファンタジーボール   |
| 1995 | 15 | 大きなファンタジーボール |
| 1996 | 16 | 白いファンタジーボール   |
| 1997 | 17 | 白いスノーレッツ皿       |
| 1998 | 18 | 白いフローラルディッシュ |
| 1999 | 19 | 白いワンディッシュ       |
| 2000 | 20 | 大きなワンディッシュ     |
| 2001 | 21 | 白いモーニング皿         |
| 2002 | 22 | 白いオーバルディッシュ   |
| 2003 | 23 | 白いオーバルボール       |
| 2004 | 24 | 白いフレンチディッシュ   |
| 2005 | 25 | 白いモーニングプレート   |
| 2006 | 26 | 白いモーニングプレート   |
| 2007 | 27 | 白いスクエアプレート     |
| 2008 | 28 | 白いおしゃれ小鉢         |
| 2009 | 29 | 白いおしゃれ小鉢         |
| 2010 | 30 | 白いオーバルディッシュ   |

| 年   | 回 | 白いお皿                 | 点数 |
| ---- | -- | ------------------------ | ---- |
| 2011 | 31 | 白いスマイルディッシュ   | 24点 |
| 2012 | 32 | 白いモーニングボウル     | 20点 |
| 2013 | 33 | 大きなモーニングボウル   | 25点 |
| 2014 | 34 | 白いフレンチボウル       | 25点 |
| 2015 | 35 | 白いモーニングディッシュ | 25点 |
| 2016 | 36 | 白いフレンチディッシュ   | 25点 |
| 2017 | 37 | 白いスクエアボウル       | 24点 |
| 2018 | 38 | 白いスクエアディッシュ   | 25点 |
| 2019 | 39 | 白いフローラルディッシュ | 25点 |
| 2020 | 40 | 白いフラワーボウル       | 25点 |
| 2021 | 41 | 白いスマイルディッシュ   | 28点 |
| 2022 | 42 | 白いスマイルボウル       | 28点 |
| 2023 | 43 | 白いフローラルディッシュ | 30点 |
| 2024 | 44 | 白いスマートボウル       | 30点 |
| 2025 | 45 | 白いデリシャスボウル     | 30点 |

## 文化
開催回数を重ねるにつれ、ヤマザキ春のパンまつりのファンも世代から世代へ継承され、一種の「国民的祭り」になっている。加藤直美の『コンビニ食と脳科学』では「春のパン祭」が2月の日本の一般的な歳時・行事の1つとして記され、季節感のするイベントに含んでいる。ヤマザキ春のパンまつりに続き、敷島製パンでも1989年（平成元年）春から全員プレゼントキャンペーンを実施しており、そのほかの製パン業者やコンビニエンスストアにもプレゼントキャンペーンが拡大している。
インターネット上では、東映まんがまつり・花王ヘアケア祭りと並び「日本三大祭り」に挙げられている。「日本三大祭り」と言われ始めた正確な時期は不明ながら、インターネット普及以前のパソコン通信時代からジョークとして使われてきた。
ニュースサイトなどでは、効率的なポイントの集め方、ヤマザキ春のパンまつりを題材としたアンケートの結果や法律にまつわる話題を特集することがある。2015年（平成27年）には『ヤンキー春のパンまつり』というスマートフォン向けのゲームが登場した。
漫画『クレヨンしんちゃん』（双葉社）にもパンまつりが登場しており、登場人物が景品（ヨーロッパ旅行）を貰うためにパンのシールを集めるのに四苦八苦する様子が描かれた。

## シール窃盗問題
ヤマザキの商品を取り扱っている店舗では、点数シールだけを窃盗され商品は棚に戻される、という被害が発生している。シールがはがされる際にパッケージが破損するケースも多いという。シールがはがされた商品に対して店舗側は、ヤマザキから送られた予備のシールを貼付して再び棚に陳列・販売したり、シール付きの商品に代えたりし、なるべく廃棄にならないようにしているという。シールを窃盗する者は商品棚の前でシールをはがすのではなく、1度買い物かごに入れ棚に戻すという手口であるため店員は発見しにくく、多数の商品の中から1つや2つシールが盗まれても気付きにくいという問題がある。
2018年（平成30年）には、Twitter上で小売店の店員を名乗るユーザーの告発ツイートが多くのリツイートを集め注目された。
上記小売店での点数シール盗難防止のためか、商品によってはパッケージの外装フィルムに点数部分を印刷したものも実施期間中に販売されていた。この場合、パッケージに印刷された点数部分をはさみで切り抜き、台紙にセロハンテープなどで貼る手間がかかる。

## 類似キャンペーン

### ヤマザキグループ
同様の点数シール添付対象商品を集めてプレゼントされるキャンペーンとして、「夏・秋のおいしいキャンペーン」があり、こちらはオフィシャルスポンサーとして協賛している東京ディズニーリゾートの入場年間パスポートやヤマザキパングループの菓子ブランド各社（ヤマザキビスケット、不二家、東ハト、および地域限定の末広製菓、秋田いなふく米菓）の商品詰め合わせなどが贈呈される。こちらは、応募用紙にはがき郵送代分の切手（2022年8月現在63円）を添付するか、なければ市販の日本郵便はがき・切手を貼付した私製はがきを利用して宛先に投函（キャンペーン商品の応募シール最終添付製造日の概ね1週間後が最終締め切り）して、抽選により贈呈される。

### 同業他社
同じ製パン業のPasco（敷島製パン）とフジパンは調理器具（ホットクック、トースター、プレート）のキャンペーンを春、もしくは秋に行っている。Pascoは過去にトートバッグやシリコン鍋、フジパンも1994年秋からトートバッグをプレゼントしており、95年秋から現在まではミッフィーとコラボ商品が応募者全員にもらえる。